# Gerhard Josef Compes

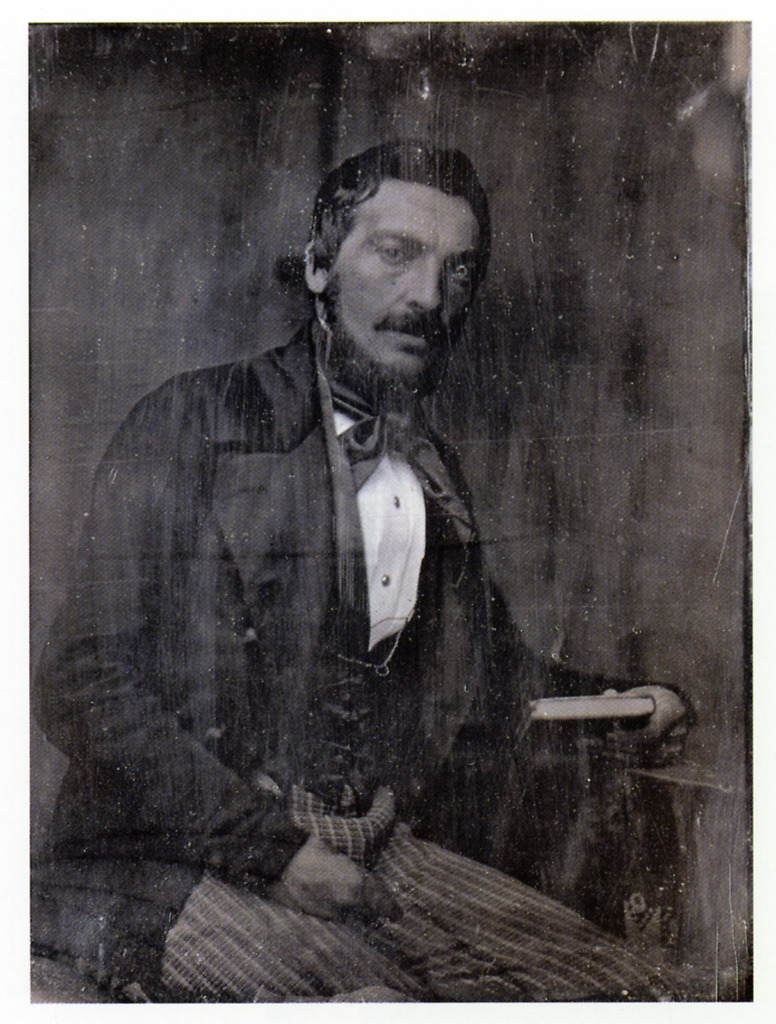
Gerhard Compes, 1848
Daguerreotypie von Hermann Biow

Gerhard Josef Compes (auch: Gerhard Joseph Compes; * 20. Februar 1810 in Korschenbroich; † 12. Januar 1887 in Köln; eigentlich Heinrich Joseph Gerard Compes) war ein Jurist und Politiker.

## Leben
Compes wurde als Sohn des Gerichtsschreibers Heinrich Compes und seiner Frau Katharina (geb. Rosen) geboren. Er selbst heiratete 1843 in Rheydt Maria Katharina Drissen eine Tochter des Fabrikanten Peter Drissen. 
Compes studierte Rechtswissenschaften in Bonn und München. Im Jahr 1835 wurde er Anwalt in Köln. Im gleichen Jahr wurde er wegen führender Mitgliedschaft in einer Burschenschaft (er wurde 1829 Mitglied der Burschenschaften Germania Bonn, Marcomannia München und Mitbegründer der Germania München) verhaftet und zu zehn Jahren Festungshaft verurteilt. Die Haft verbüßte Compes bis 1837 in Wesel und wurde wegen einer Strafminderung entlassen. Zwischen 1838 und 1880 arbeitete er als Advokat in Köln. Gleichzeitig war er zwischen 1861 und 1880 Justitiar und Direktionsmitglied bei der Rheinischen Eisenbahngesellschaft. Seit 1847 war er Aufsichtsratsvorsitzender der Neußer Hütte. 
In Köln war er mehrfach Stadtverordneter zuerst ab 1847, zuletzt 1859. Im Jahr 1844 war er Mitbegründer des Centralverein für das Wohl der arbeitenden Klassen in Köln. Seit April 1848 fungierte Compes als Vorsitzender des Liberalen Zentralwahlkomitees für den Regierungsbezirk Köln. Er nahm am Vorparlament in Frankfurt am Main teil und wurde für den Wahlbezirk Siegburg in die Frankfurter Nationalversammlung gewählt. Dort war er Mitglied der Fraktion Württemberger Hof. Anschließend war er 1849 Teilnehmer des Gothaer Nachparlament und im Jahr 1850 Abgeordneter des Volkshauses des Erfurter Unionsparlaments.
Compes hinterließ eine in Tagebuchform verfasste Autobiographie, in der er seinen privaten Hintergrund und beruflichen Werdegang schildert. Eine Abschrift davon wird im Stadtarchiv Mönchengladbach aufbewahrt.